# Баумкірхен
Баумкірхен (нім. Baumkirchen) —  громада округу Інсбрук-Ланд у землі Тіроль, Австрія.
Баумкірхен лежить на висоті  593 м над рівнем моря і займає площу  4,0 км². Громада налічує 1151 мешканців. 
Густота населення 288/км².  
Громада Баумкірхен лежить у долині річки Інн на гірському схилі. Крім головного села до громади входить ще Зідлунг-Унтерфельд. 
|                                     |
| Баумкірхен на мапі округу та землі. |

 Адреса управління громади: Dorfstrasse 19, 6121 Baumkirchen. 

## Демографія
Історична динаміка населення міста за даними сайту Statistik Austria

## Виноски
1. ↑  Dauersiedlungsraum der Gemeinden Politischen Bezirke und Bundesländer - Gebietsstand 1.1.2018 — Статистичне управління Австрії.
2. ↑  https://www.statistik.at/blickgem/blick1/g70305.pdf
3. ↑  www.baumkirchen.tirol.gv.at. Архів оригіналу за 11 квітня 2022. Процитовано 28 травня 2022.
4. ↑  Gemeindedaten von Baumkirchen. Архів оригіналу за 29 вересня 2007. Процитовано 16 липня 2013.

| Австрія | Це незавершена стаття з географії Австрії. Ви можете допомогти проєкту, виправивши або дописавши її. |